# Юлдир
Юлди́р (рос. Юлдырь) — присілок в Балезінському районі Удмуртії, Росія.

## Населення
Населення — 62 особи (2010; 67 в 2002).
Національний склад станом на 2002 рік:
- удмурти — 90 %